# Abbaye de la Thure (bier)
Abbaye de la Thure is een Belgisch bier van hoge gisting.
Het bier wordt gebrouwen in Brouwerij Brootcoorens te Erquelinnes.
Het is een bruin abdijbier met een alcoholpercentage van 10%. Het bier is genaamd naar de Abdij van de Thure, een Augustinessenklooster gesticht in 1244 langs de oever van de rivier Thune (rivier), waarvan enkel nog de ruïnes resten.